# Victor Barthélemy
Pour les articles homonymes, voir Barthélemy.
Victor Barthélemy, né à Bonifacio (Corse) le 21 juillet 1906 et mort à Marseille le 21 octobre 1985, est un homme politique français.
D'abord engagé au Parti communiste français (PCF) et à l'Internationale communiste, il adhère en 1936 au Parti populaire français (PPF) fondé par Jacques Doriot dont il devient le secrétaire général. Actif durant la Collaboration, il rejoint, après la guerre, le Mouvement social européen de Maurice Bardèche puis participe, en 1972, à la création du Front national (FN) dont il devient le premier secrétaire général.

## Biographie
Durant ses études à l'université d'Aix-en-Provence, Victor Barthélemy adhère en 1925 au Parti communiste. À la suite du congrès national du parti à Lille en 1926, il est nommé par les délégués membre du Secours rouge international. Après un stage en URSS en 1928, il travaille pour l'Internationale communiste, sous les ordres de Palmiro Togliatti (« Ercoli »).
Il prend ses distances avec le Parti communiste dans les années 1930, et adhère au Parti populaire français (PPF) de Jacques Doriot en 1936, où il est nommé progressivement secrétaire fédéral à Nice, membre du bureau politique, et secrétaire général de la région en décembre 1939. Il est en même temps journaliste à L'Émancipation nationale, et au Cri du peuple de Paris.

### Durant la Collaboration

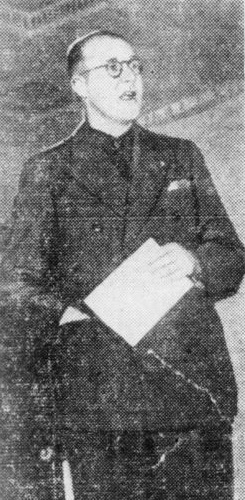
Victor Barthélemy en 1942

Lors du congrès du PPF à Villeurbanne en juillet 1941, il est nommé secrétaire général des deux zones (zone occupée et zone libre). Il participe à la création de la LVF, dont il est membre du comité central, et en 1944, représente le PPF à la République de Salò. Il se réfugie ensuite à Sigmaringen, où il s'occupe de recruter pour le PPF, en compagnie de Simon Sabiani, puis en Italie en 1945. Arrêté en mai, il est livré aux autorités françaises. Il est condamné à plusieurs années de prison.

### Après la guerre
Après la guerre, il rejoint le Mouvement social européen de Maurice Bardèche, le Front national pour l'Algérie française, puis soutient Jean-Louis Tixier-Vignancour (dont il anime la campagne présidentielle en 1965), avant de participer à la création du Front national (FN) de Jean-Marie Le Pen en 1972. Lorsque les responsables d'Ordre nouveau et Le Pen se disputent devant les tribunaux le nom du mouvement, Barthélémy choisit de soutenir le président du FN.
Il est secrétaire administratif du FN de 1973 à 1975 auprès de Dominique Chaboche, « secrétaire général virtuel » d'après Nicolas Lebourg et Joseph Beauregard, puis secrétaire général à partir de 1975. Il conserve son titre jusqu'en 1978 mais se retire dans le Midi dès 1976 : la fonction est dans les faits exercée par Alain Renault, bras droit de François Duprat.

## Publication
- Du communisme au fascisme, histoire d'un engagement politique (mémoires), éditions Albin Michel